# Fabienne Bugnon
Fabienne Bugnon (11 februari 1959) is een Zwitsers voormalig politica voor de Groene Partij van Zwitserland (GPS/PES) uit het kanton Genève.

## Biografie
Fabienne Bugnon zetelde van 1989 tot 2001 in de Grote Raad van Genève. Tevens zetelde ze van 19 september 1994 tot 3 december 1995 in de Nationale Raad. Na de federale parlementsverkiezingen van 1995 verdween ze uit het parlement.
- Base de données des élites suisses: 83079
- Zwitserse Bondsvergadering: 265